# Гандесберген
Гандесберген (њем. Gandesbergen) општина је у њемачкој савезној држави Доња Саксонија. Једно је од 36 општинских средишта округа Нинбург (Везер). Према процјени из 2010. у општини је живјело 477 становника. Посједује регионалну шифру (AGS) 3256008.

## Географски и демографски подаци
Гандесберген се налази у савезној држави Доња Саксонија у округу Нинбург (Везер). Општина се налази на надморској висини од 21 метра. Површина општине износи 7,0 km². У самом мјесту је, према процјени из 2010. године, живјело 477 становника. Просјечна густина становништва износи 68 становника/km².